# Bjarni Stefánsson
Bjarni Stefánsson (ur. 2 grudnia 1950) – islandzki lekkoatleta, olimpijczyk.
Reprezentował Islandię w biegach na 100 i 400 metrów na Letnich Igrzyskach Olimpijskich 1972, które odbyły się w Monachium. W pierwszej konkurencji zajął 6. miejsce i odpadł w eliminacjach, a w drugiej dotarł do półfinału (zajął w nim 6. miejsce). Po raz drugi reprezentował kraj podczas Letnich Igrzyskach Olimpijskich 1976 w Montrealu. Startował w tych samych konkurencjach i w obu przypadkach odpadł w fazie eliminacji.